# Aldbar Castle
Aldbar Castle oder Auldbar Castle ist die Ruine eines Wohnturms etwa 3,2 km südwestlich von Brechin in der schottischen Council Area Angus. Das Gebäude stammt aus dem 16. Jahrhundert.
Eine Terrasse sowie ein Pavillon als Außenbauwerke sind erhalten und als Denkmal der Kategorie B klassifiziert.

## Geschichte
Das Anwesen gehörte der Familie Crammond seit dem 13. Jahrhundert. 1575 wurde es an John Lyon, 8. Lord Glamis, (1544–1575) verkauft. Sein Sohn, Sir Thomas Lyon († 1608) diente 1585–1595 als Schatzmeister von Schottland und ließ Ende des 16. Jahrhunderts den Wohnturm errichten. Später gehörte das Anwesen der Familie Sinclair, dann der Familie Young.
Der Familie Chalmers gehörte das Anwesen im 18. Jahrhundert. Der Maler Clarkson Stanfield malte die Burg 1801. Patrick Chalmers (1777–1826) ließ sie 1810 vergrößern und sein Sohn, der Parlamentsabgeordnete Patrick Chalmers (1802–1854), ließ 1844–1854 Anbauten im Scottish Baronial Style anbringen.
Im National Museum of Scotland in Edinburgh ist eine Grabplatte aus dem 13. Jahrhundert aus der Kapelle der Burg zu sehen.